# Australia continental

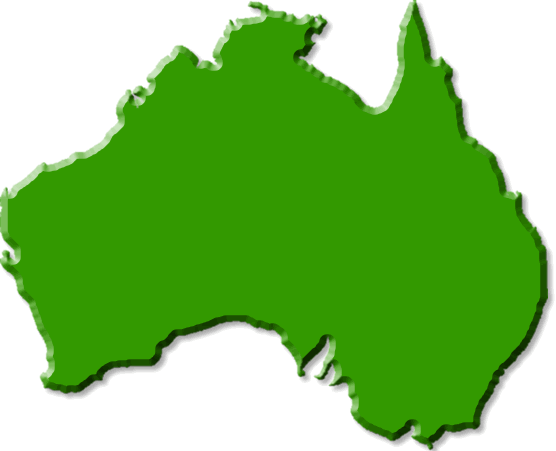
Mapa de la Australia continental.

Australia continental (en inglés Mainland Australia) es el término usado para describir a la principal masa de tierra de Australia excluyendo a Tasmania y el resto de sus territorios insulares. Constituye la principal parte del Sahul, o continente australiano, y suele ser denominada también por este último nombre.
El término se utiliza principalmente al referirse a Tasmania en relación con el resto de estados australianos. Tasmania ha sido omitida varias veces de los mapas de Australia, reforzando la división entre Tasmania y Australia continental. En los Juegos de la Mancomunidad de 1982 de Brisbane Tasmania quedó fuera del mapa de Australia en la ceremonia de inauguración, al igual que en los diseños del uniforme del equipo de natación de los Juegos de la Mancomunidad de 2014.